# Great Big War Game
Great Big War Game (comunemente abbreviato in GBWG) è un videogioco strategico a turni in grafica 3d sviluppato dalla Rubicon Development. È reso disponibile per iOS, Android e Microsoft Windows. Il gioco è il sequel di Great Little War Game.